# Homografi

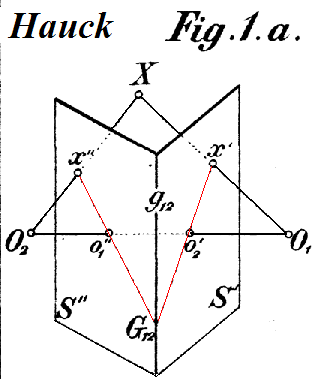
Geometrisk bild av homografi: Stereokameror O_{1} och O_{2} pekar båda mot X i epipolär geometri. Figur från Neue Constructionen der Perspective und Photogrametrie by Hermann Guido Hauck (1845 — 1905)

Inom området för datorseende är två bilder från samma plana yta relaterade genom en homografi (förutsatt en hålkameramodell). Detta har flera användningsområden, som t.ex. bildrektifiering, bildregistrering, panoramabilder, eller beräkning av kamerarörelse - rotation och translation - mellan två bilder. När kamerans rotation och translation har extraherats från en estimerad homografi-matris kan informationen användas för navigation eller t.ex. modeller av 3D objekt i en bild eller video så att de kan renderas med korrekt perspektiv och se ut att vara en del av scenen; förstärkt verklighet.
Figuren visar en kamera som tittar på planet på avståndet d.

## Transformationshierarki
Transformationshierarki för homografier i 2 dimensioner:
- Euklidisk - 3 frihetsgrader - isometri
- Similär - 4 frihetsgrader - metrisk transformation
- Affin - 6 frihetsgrader - parallellitet
- Projektiv - 8 frihetsgrader - kontaktpunkter

Transformationshierarki för homografier i 3 dimensioner:
- Euklidisk - 6 frihetsgrader - volym
- Similär - 7 frihetsgrader - absoluta kägelsnittet
- Affin - 12 frihetsgrader - parallellitet
- Projektiv - 15 frihetsgrader - kontaktpunkter

En homografi bevarar t.ex. skärningar mellan linjer i bilderna.

## Matematisk definition
I högre dimensioner används homogena koordinater för att representera projektiva transformationer genom matrismultiplikation. Med kartesiska koordinater kan matrismultiplikationen inte genomföra divisionen som krävs för perspektivprojektion. Med andra ord, med kartesiska koordinater är en perspektivprojektion en icke-linjär transformation.

## Affin homografi
När bildområdet där homografin beräknas är liten eller bilden har tagits med en stor fokallängd, så är en affin homografi en mer lämplig modell för bildförändring. En affin homografi är en speciell typ av generell homografi.